# قناة فور شباب
فور شباب (بالإنجليزية: 4shbab) قناة تلفازية فضائية سابقة، شبابية إسلامية وسطية هادفة، تأسست سنة 2007. نشأت القناة لسدّ النقص الكبير في الإعلام الإسلامي الهادف، فالقناة تقدّم فناً وغناءً ودراما وبرامج ومسابقات وبرامج رياضية كغيرها من الفضائيات. ولكنها تقدمها حسب ما تقول عن نفسها «بصورة مختلفة تماماً، وتخاطب الوجدان لا الغرائز، وبهدف إعلاء العقل لا الترويج للخرافات، وبهدف الانحياز للوسطية لا التطرف، وبهدف ترسيخ الهوية لا تشويش الانتماء». توقّف بثها الفضائي في سبتمبر 2017.

## التسمية
يشير الرقم 4 في اسم القناة لكلمة (For) والتي تعني إلى أو لـ، وكلمة shbab هي اللفظ الإنجليزي لكلمة شباب باللغة العربية، ليصبح اسم القناة إلى الشباب أو للشباب.

## أهداف ورؤية القناة
لقناة فورشباب توجّه إسلامي معتدل، وضّحته القناة في الأمور التالية:

### رؤية القناة
- قناة فنية، شبابية، عربية، ملتزمة بالحدود القيمية للمجتمع العربي والنابعة من تراثه الثقافي والأخلاقي والديني.

### أهداف القناة
تتلخص أهداف القناة حسب ما أوردته عن نفسها في الموقع الرسمي التابع لها، بالامور التالية :
- تقديم الفن الراقي شكلاً ومضموناً.
- السعي لحفظ توازن الشباب وإصلاح أحوالهم وبناء مستقبلهم.
- الترويج للقيم الأخلاقية والدينية.
- تجميع الشباب والشابات ضمن محاضن تربوية تنشؤها القناة تساهم في إصلاح أنفسهم ومجتمعهم وخدمة وطنهم.
- تنمية العاطفة الإسلامية الصحيحة تجاه النبي وحسن ترشيدها.

## جمهور القناة
الشباب والفتيات - في الفئة العمرية من 15 إلى 40 سنة.
يتم التواصل مع هذا الجمهور عن طريق عدة وسائل منها الموقع الأم، الذي يضم كافة مواقع فور شباب الأخرى، وهي :

### الموقع الرسمي للقناة
الموقع الرسمي لقناة فور شباب، وفيه تبث القناة مباشرة على الإنترنت، وتعرض جداول ومواقيت البث والمحاضرات التي ستبث، كما تستعرض فيه رؤية ورسالة وتوجه القناة العام.

### منتديات فور شباب
منتديات فور شباب، وهو الملتقى الرقمي، للشباب العربي والإسلامي، تُجرى فيه مختلف الحوارات والانشطة التي تتم عن بعد، كما تناقش في رؤى وافكار وقضايا الأمة العربية والإسلامية.

## إدارة القناة
تدار القناة فكريا وتوجيهيا وإداريا، من قبل بعض الشخصيات التي لها توجه فكرة إسلامي معتدل، ونفوذ فكري ومالي في المنطقة العربية، من ابرزهم :

### فضيلة الشيخ الدكتورد.علي العُمري
من أبرز الشخصيات التي تدير هذه القناة الشبابية، رئيس مجلس إدارة منظمة فور شباب العالمية، ويشغل منصب رئيس جامعة مكة المكرمة للتعليم المفتوح، وهو أيضاً إمام وداعية معروف على مستوى العالم وله الكثير من المؤلفات والخطب المنتشرة والتي ترصد وتحلل أهم قضايا العالم الإسلامي ومنها قضايا الفكر الدعوى وأبرزها كتاب رؤية تطويرية للصحوة الإسلامية وقضايا الشباب والتربية ومن أهمها مشكلات وحلول في حياة الشباب وقضايا الروح والإيمانيات وأهمها الصحة الإيمانية هذا بالإضافة إلى قضايا كثيرة أخرى، وحصل على جائزة أفضل إعلامي لعام 2008 من قناة الرسالة وكذلك شغل الكثير من المناصب، أهمها الأمين العام لرابطة الفن الإسلامي العالمية وأهم القضايا التي تشغله هي قضايا الشباب في العالم الإسلامي.

### أحمد أبو هيبة
المهندس أحمد أبو هيبة، المدير التنفيذى، له عدد من المؤلفات الدرامية ومنهم  «فيتنام تو، إصحوا يابشر، الشفرة، عزازيل» ، وكذلك قام بتمثيل بعض الأدوار الدرامية المسرحية، وأهم المناصب التي شغلها هي مدير التخطيط البرامجى لقناة الرسالة ومدير عام شركة سنا الشرق للإنتاج الفني ., يقول أحمد أبو هيبة ان رسالته هي  أن يوضح للعالم كله أن الفن رسالة سامية لا بد من توجيهها للطريق الصحيح .

## برامج القناة
من أبرز البرامج التي بثتها وتبثها القناة
- برنامج خواطر شاب
- برنامج أسلحة
- برنامج كيف تتلذذ بالصلاة
- برنامج وقفات
- فن الحياة
- Uturn حصة
- الربيع الاول
- حصريا مسلسل قيامة ارطغل

## منشدو القناة
من أبرز المنشدين
- عبد القادر قوزع
- صلاح القحيطي
- أحمد الهاجري
- أيمن رمضان
- بلال الكبيسي
- عبد الفتاح عوينات
- أشرف يوسف
- عمر الصعيدي
- مشاري العفاسي
- مشاري العرادة
- سامي يوسف
- ماهر زين
- فرقة نيتف دين
- عبد العزيز عبد الغني
- فرقة صبا
- نزيل أعظمي
- حمود الخضر
- عبد الرحمان القريوتي
- إبراهيم الدردساوي
- يحيى حوى

## محاضرو القناة
من أبرز المحاضرين الذين تبث لهم قناة فور شباب محاضراتهم، وخطبهم، وبرامجهم:
- يوسف القرضاوي
- طارق السويدان
- أحمد الشقيري
- عمرو خالد
- محمد العريفي
- سلمان العودة
- محمد يغمور
- محمد الحسن الددو
- عادل باناعمة

## وصلات خارجية
- الموقع الرسمي